# Kommunale Energiepolitik
Kommunale Energiepolitik bezeichnet Energiepolitik von Städten, Gemeinden, Landkreisen und anderen kommunalen Körperschaften.

## Begriffsbestimmungen, nähere begriffliche Eingrenzungen
Zwar sind die Möglichkeiten kommunaler politischer Entscheidungsträger im Bereich „Energie“ durch Randbedingungen begrenzt. Gleichwohl bleibt dennoch ausreichend Gestaltungsspielraum vorhanden, um Energiegewinnung  und Energieversorgung über Stadtwerke oder andere Anstalten des öffentlichen Rechts auf kommunaler Ebene zu konkretisieren, kommunales Energiemanagement insbesondere für kommunale Gebäude und Liegenschaften zu betreiben, die Kommunalrichtlinie des Bundesumweltministeriums umzusetzen und damit Fördergelder des Bundes für die kommunale Entwicklung zu erschließen, Festlegungen in der Bauleitplanung zu treffen, kommunale Förderprogramme aufzulegen und Information und Beratung den Bürgern zu gewähren für all die Energie-relevanten Entscheidungen, die nicht in öffentlicher, sondern vielmehr in privater Hand liegen.
Im Kern geht es dabei auch darum, Bürgerwillen in konkretes energiepolitisches Handeln zu überführen.
„Kommunale Energiepolitik“ stellt in einem gewissen Maße auch „regionale Energiepolitik“ dar, da der Umbau von Energiesystemen und -versorgungszuleitungen sich in nicht wenigen Fällen nicht allein in den herkömmlichen (Gebiets-)Grenzen und Zuständigkeiten einer Kommune bewältigen lässt. In solchen Fällen muss über die Ortsgrenzen der jeweiligen Kommune hinausgedacht, Vertragsvereinbarungen und ortsgrenzüberschreitende Absprachen getroffen werden, um Energieversorgung schließlich lokal vor Ort gestalten zu können.
In längerfristig planenden Kommunen kann die kommunale Energiepolitik an einer lokalen Nachhaltigkeitsstrategie ausgerichtet werden.

## Instrumente

Die Rekommunalisierung von Infrastruktur und Dienstleistungen im europäischen Vergleich, 2000–2017. Quelle: Infrastrukturatlas 2020, Urheber: Appenzeller/Hecher/Sack, Lizenz: CC BY 4.0

Möglichkeiten kommunaler Energiepolitik ergeben sich bei der Energieerzeugung (Kraftwerke, Flächen für Windenergie), der Energieversorgung (elektrischer Strom, Wärme), beim energetischen Bauen (Bauleitplanung) und einer an energiepolitischen Zielen orientierten kommunalen Verkehrspolitik:
- Kommunale Förderprogramme für den Einsatz gewisser Energieformen, beispielsweise Erdgas oder Fernwärme der eigenen Stadtwerke, oder im Bereich der Energieeffizienz, z. B. Wärmedämmung, sind regionalwirtschaftlich günstig, da Investitionen angeregt werden und diese überwiegend in der Region getätigt werden.

- Beratungsangebote für Bürger sind politisch beliebt, weil sie besonders öffentlichkeitswirksam sind.

- Über Stadtwerke oder andere Organisationsformen (z. B. Public-Private-Partnership) kann eine eigene Energiewirtschaft aufgebaut werden. Zumeist handelt es sich bei Stadtwerken zwar um Weiterverkäufer von Strom und Erdgas, häufig bestehen jedoch auch eigene Energieerzeugungsanlagen. So betreiben insbesondere ostdeutsche Stadtwerke häufig große Heizkraftwerke und ein Fernwärmenetz. Mitunter werden von Stadtwerken Photovoltaikanlagen, kleine Kraft-Wärme-Kopplungs-Anlagen, Nahwärmenetze oder Biomasseheizkraftwerke eingesetzt.

- Die Kommunale Energiepolitik kann auch die Installation von privaten Anlagen fördern, beispielsweise durch die kostenlose oder kostengünstige Bereitstellung kommunaler Dachflächen für die Photovoltaiknutzung, oder hemmen, beispielsweise beim Bau von Windkraftanlagen.

- Der Bereich „kommunales Energiemanagement“ umfasst Aktivitäten von kommunalen Körperschaften, ihren eigenen Energie- und Ressourcenverbrauch unter ökonomischen und ökologischen Aspekten zu optimieren. Dies umfasst Maßnahmen zu Einsparung von Energie durch Verzicht auf unnötigen Verbrauch oder Steigerung der Effizienz sowie den Ersatz konventioneller Energieträger durch regenerative bzw. regionale Alternativen. Beispielsweise kann es für waldreiche Gemeinden lohnend sein, selbst Holz aus der eigenen Forstwirtschaft als Energieträger zu verwenden. Gemeinden kooperieren hier auch häufig mit lokalen Energieversorgern wie den oft gemeindeeigenen Stadtwerken.

- Schon bei der Aufstellung von Bebauungsplänen kann die Gemeindevertretung der Verwaltung auferlegen darzustellen, ob und ggf. inwieweit die Förderung solartechnischen Bauens berücksichtigt wird (optimale Ausrichtung der Gebäude für die passive Solarnutzung, Dachflächenneigungen und -gestaltungen für Photovoltaikanlagen und Warmwasserkollektoren).

- kommunale Förderung von alternativen Verkehren (Radwegeausbau, Ladestationen für Fahrzeuge mit Elektro-, Brennstoffzellen und hybriden Antrieben, Reservierung von Parkflächen und Verkehrswegen)

Besondere kommunale Gestaltungsmöglichkeiten in der Energiepolitik ergeben sich, wenn die Kommunen Eigentümerin von Stadtwerken sind, die sowohl Buslinien im ÖPNV als auch Netze für Strom- und Wärmeversorgung betreiben. Durch Weisungen oder Aufsichtsratsbeschlüsse können beispielsweise Busse oder Fähren auf nachhaltige alternative Antriebe umgestellt oder besondere Angebote für die Verbesserung der E-Mobilität (Versorgung mit Ladestationen) eingeführt werden.

## Wirtschaftliche Vorteile
Der dezentrale Ausbau Erneuerbarer Energien generiert in den deutschen Städten und Gemeinden eine Wertschöpfung von annähernd 6,8 Milliarden Euro, so das Institut für ökologische Wirtschaftsforschung (IÖW). Der flächendeckende und dezentrale Ausbau Erneuerbarer Energien in Deutschland ist für Kommunen umso profitabler, je mehr Anlagen, Betreibergesellschaften, Hersteller oder Zulieferer vor Ort angesiedelt sind. Kommunen jeder Größe können etwa durch Steuer- und Pachteinnahmen, Unternehmensgewinne und Arbeitsplätze sowie durch die Einsparung fossiler Brennstoffe bedeutende Wertschöpfung mittels dezentraler, erneuerbarer Energien erzielen, so die IÖW-Studie. Die Studie des IÖW für das baden-württembergische Umweltministerium kommt zu dem Fazit, dass Energie aus Wind-, Sonnen- oder Wasserkraft neue Arbeitsplätze vor Ort schafft sowie hohe zusätzliche Steuereinnahmen für die Kommunen generiert. Selbst 1.000-Seelen-Dörfer könnten erheblich profitieren. Demnach kommen zwei Drittel der Wertschöpfung durch erneuerbare Energien (2012: 25 Mrd. Euro) den Städten und Gemeinden zugute und leisten einen Beitrag zur Entwicklung strukturschwacher Räume. Zudem verteilen sich die Arbeitsplätze erneuerbarer Energien breit über das gesamte Bundesgebiet.
Albert Filbert, Vorstandsvorsitzender der HEAG Südhessische Energie AG mit Sitz in Darmstadt, bestätigt diesen Trend: „Die Regionen und Kommunen erkennen vermehrt die Bedeutung einer aktiven und weitschauenden Daseinsvorsorge, die den ökonomischen und ökologischen Interessen des Gemeinwesens am besten entspricht“, so Filbert. Ein verstärktes Engagement in den Bereichen Erneuerbare Energien und Energieeffizienz biete dabei die Chance zur Teilhabe am wirtschaftlichen Erfolg, zur Finanzierung wichtiger kommunaler Vorhaben und Haushaltsentlastung, zur Sicherung des Standortes, der Arbeitsplätze und der lokalen Wertschöpfung.
Doch nicht nur große Stadtwerke profitieren vom Umstieg auf Erneuerbare Energien, sondern aufgrund der dezentralen Struktur besonders auch der ländliche Raum. Das zeigt das Beispiel des Rhein-Hunsrück-Kreises in Rheinland-Pfalz. „1999 haben wir mit den Erneuerbaren Energien angefangen und sind seither nicht mehr zu bremsen“, berichtet Landrat Bertram Fleck (CDU). Heute decken in der Region 1.500 regenerative Energieanlagen fast 60 Prozent des Strombedarfs. „In wenigen Jahren werden wir Stromexporteur sein und erwirtschaften dabei 14,6 Millionen Euro kommunale Wertschöpfung pro Jahr“, betont Fleck.
Dr. Bernd Hirschl vom Institut für ökologische Wirtschaftsforschung erklärt, kommunale Wertschöpfung sei ein entscheidender Faktor für die Wirtschaftskraft in den Regionen. „In Studien haben wir gezeigt, dass Erneuerbare Energien pro Jahr bundesweit zweistellige Milliardenbeiträge zur kommunalen Wertschöpfung beisteuern. Angesichts der Ausbauziele für Erneuerbare Energien in Deutschland bieten diese Technologien auch künftig großes Potenzial für positive Wohlfahrtseffekte in den Gemeinden, gerade auch in ländlichen Gebieten. Der neue Wertschöpfungsrechner bietet hier für bestehende Anlagen und konkrete Planungen vor Ort eine erste Orientierung.“
Eine Studie des DIW Berlin kommt zu dem Schluss, dass es keine wesentlichen Effizienzunterschiede zwischen kommunalen und privaten Unternehmen gibt.

## Beispiele
Eine wachsende Zahl an Städten und Gemeinden wie Feldheim, Dardesheim, Bollewick oder Morbach nehmen ihre Strom- und Wärmeversorgung selbst in die Hand. Zahlreiche Medienberichte befassen sich mit solchen Kommunen, von denen es mehr gibt als gemeinhin bekannt. „Statt der zentralen Versorgung durch große Kraftwerke sind lokale Lösungen gefragt – die Kommunen koppeln sich zunehmend von den großen Versorgern ab“, konstatiert das Handelsblatt. „Eine eigene Energieversorgung schafft neue Betätigungsfelder und generiert Einnahmen.“ Der Tagesspiegel erzählt die Geschichte, wie das Städtchen Dardesheim im Harzvorland zum „Pilgerort für Freunde der erneuerbaren Energien aus aller Welt“ wurde. In einer gelungenen Ost-West-Kooperation sei es den Dardesheimern gelungen, ihren Strom zu 100 Prozent aus eigenen regenerativen Quellen zu beziehen – und dabei Einnahmen zu erzielen, von denen die ganze Stadt profitiert. Im Wendland ist die Vollversorgung bereits beinahe erreicht.
Im Mai 2013 haben die Oberbürgermeister von 25 deutschen Städten ihr gemeinsames Papier „Mit starken Kommunen die Energiewende zur Erfolgsstory machen“ veröffentlicht. Dort beschreiben sie die Gestaltungsmöglichkeiten der Kommunen, fordern aber gleichzeitig auch den Gesetzgeber auf, wirtschaftliche und gesetzliche Rahmenbedingungen für eine erfolgreiche Energiewende zu schaffen. Handlungsbedarf sehen die Oberbürgermeister in folgenden Bereichen:
- „Die kommunale Selbstverwaltung unterstützt am besten die innovativen und lebensnahen sowie regionalen und dezentralen Lösungen zur Energiewende. Allerdings muss die Politik in Bund und Ländern sicherstellen, dass sie bei allen wirtschaftlichen und politischen Rahmenbedingungen regelmäßig und konsequent die Kommunen stärkt.“
- „Wir verstehen die Energiewende als Gemeinschaftswerk. Deshalb sprechen wir uns für eine Verstärkung der vertikalen Vernetzung von EU, Bund, Ländern, Kommunen und Regionen aus.“
- „Die Einsparung und effiziente Nutzung von Energie sowie eine noch immer ausstehende Energiewende im Verkehr und in der Wärmeversorgung müssen von der Energiewende-Politik genauso intensiv einbezogen werden wie die Stromherstellung und -nutzung. In unseren Kommunen haben wir zahlreiche Beispiele für diesen weiten Ansatz. Bund und Länder sind gefordert, diesen ebenfalls aufzugreifen und zu einer generellen Vorgabe für die Politik zu machen.“
- „Von einem künftigen Energiemarktdesign erwarten wir ein stimmiges Verhältnis zwischen Erzeugungskapazitäten und dem Aus- und Umbau der Netze, Systemstabilität, Versorgungssicherheit, erhöhte Kosteneffizienz und die Einhaltung der Klimaschutzziele.“
- „Eine klare, verlässliche Programmatik ist eine Voraussetzung für Investitionen in die Energiewende. Dies betrifft den Ausbau der erneuerbaren Energien ebenso wie Investitionen in Netze und Speicherkapazitäten. Die Bundesregierung soll dafür sorgen, dass insbesondere schnell regelbare Gas- und Dampfkraftwerke, die die fluktuierende Einspeisung erneuerbarer Energien ausgleichen können, wirtschaftlich sind.“
- „Die umfassende Beteiligung der Bürgerschaft und der Wirtschaft stellt eine wesentliche Voraussetzung für das Gelingen der Energiewende dar. Kommunen können dazu einen bedeutenden Beitrag leisten. Die Bundesregierung soll die Kommunen noch stärker an der Bedarfsplanung und am Ausbau der Übertragungsnetze beteiligen. Neue Partizipationsformen sollen ermöglichen, dass Menschen sich überall und systematisch an der Finanzierung des Netzausbaus beteiligen können.“